# 合肥站
合肥站位于中华人民共和国安徽省合肥市瑶海区胜利路北端与站前路交口，于1997年启用，为上海铁路局管辖的客货运一等站。经过铁路有合蚌客专线、淮南绕行线、合肥新客线、合武绕行线，同时通过枢纽内联络线连接淮南线、合九线、宁西线、沪蓉线（合宁铁路、合武铁路）、京港高速线、合杭高速线等线路。目前日均办理旅客列车220多列，包括20多列始发旅客列车。

## 历史

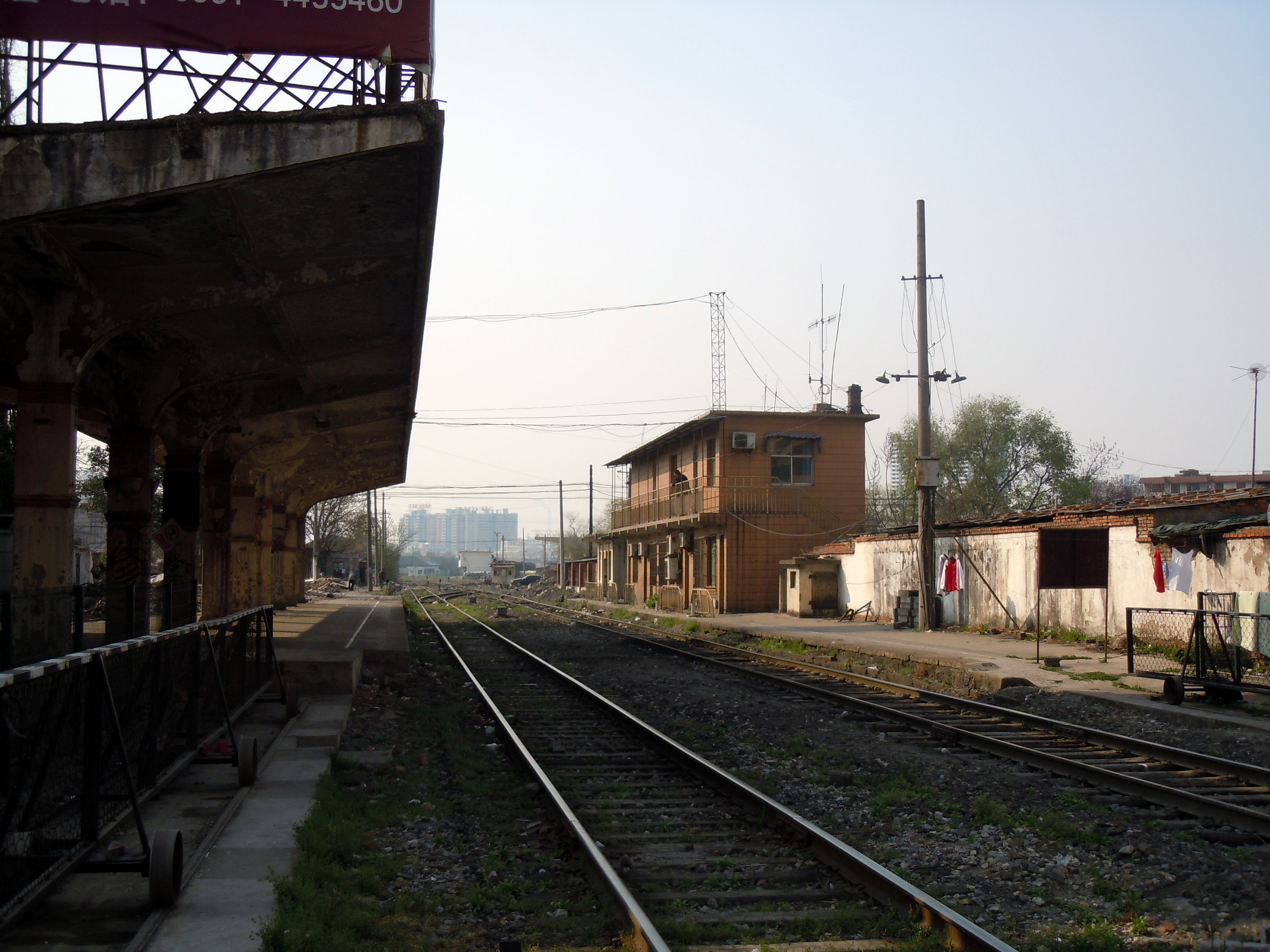
老站站台

1934年12月，老合肥站随淮南铁路开工，1935年1月建成，2月1日随淮南铁路通车而投入使用。随着城市发展，老合肥站由于地处交通要道，成为了城市交通的瓶颈，于是新客站的设计被提上了日程。

### 新客站

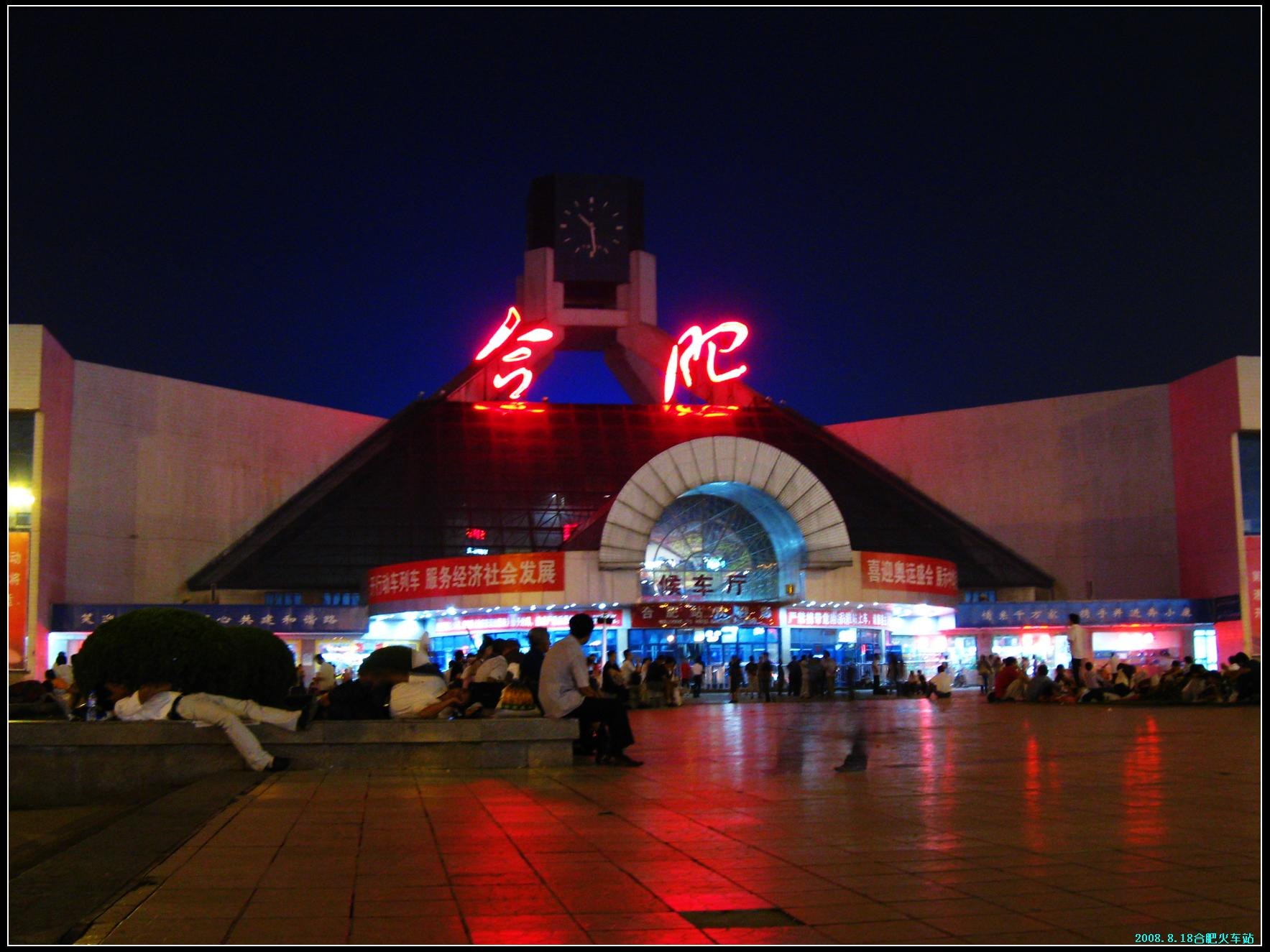
2008年改建前的合肥火车站

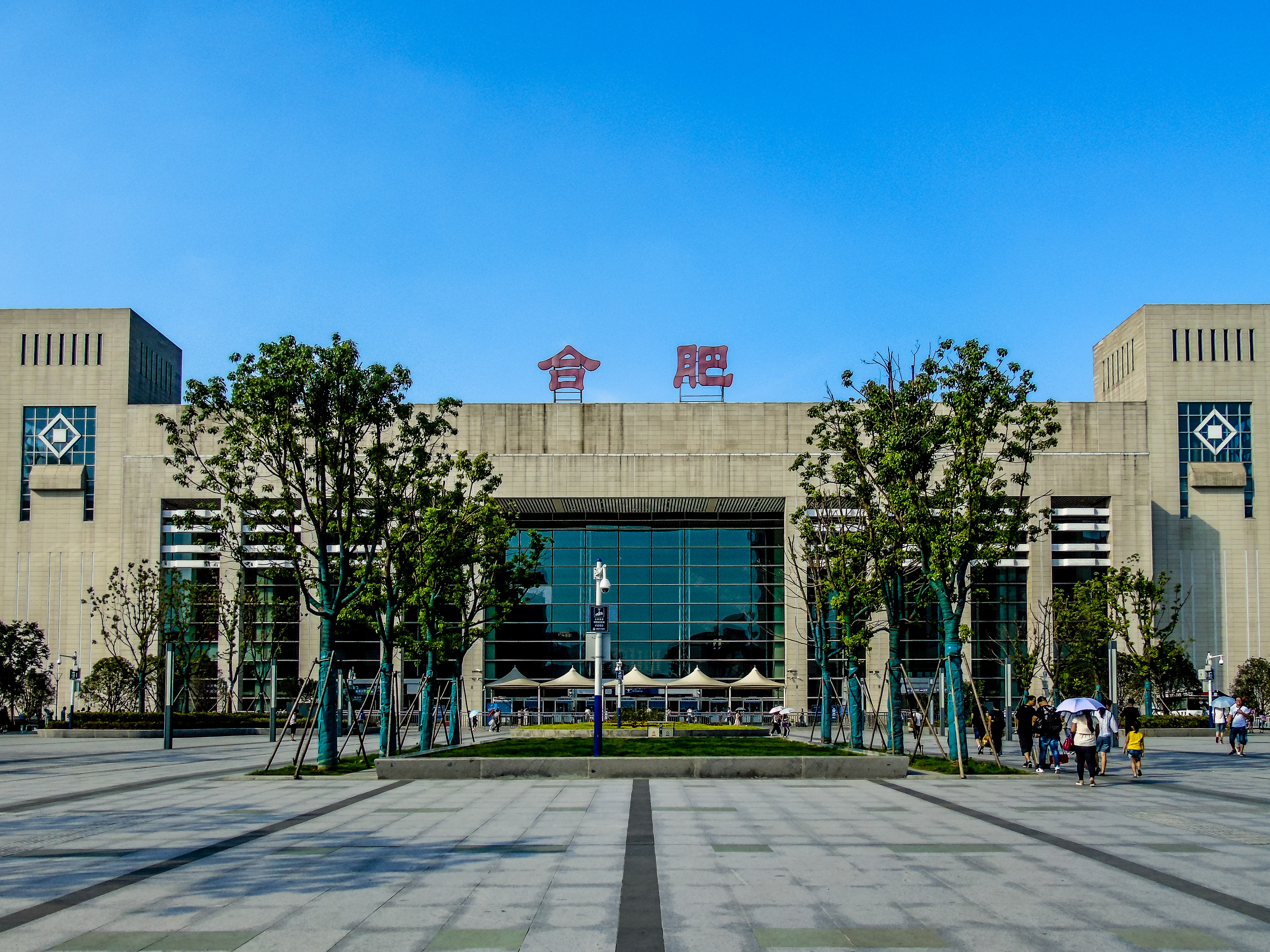
合肥站现站房（2017年7月）

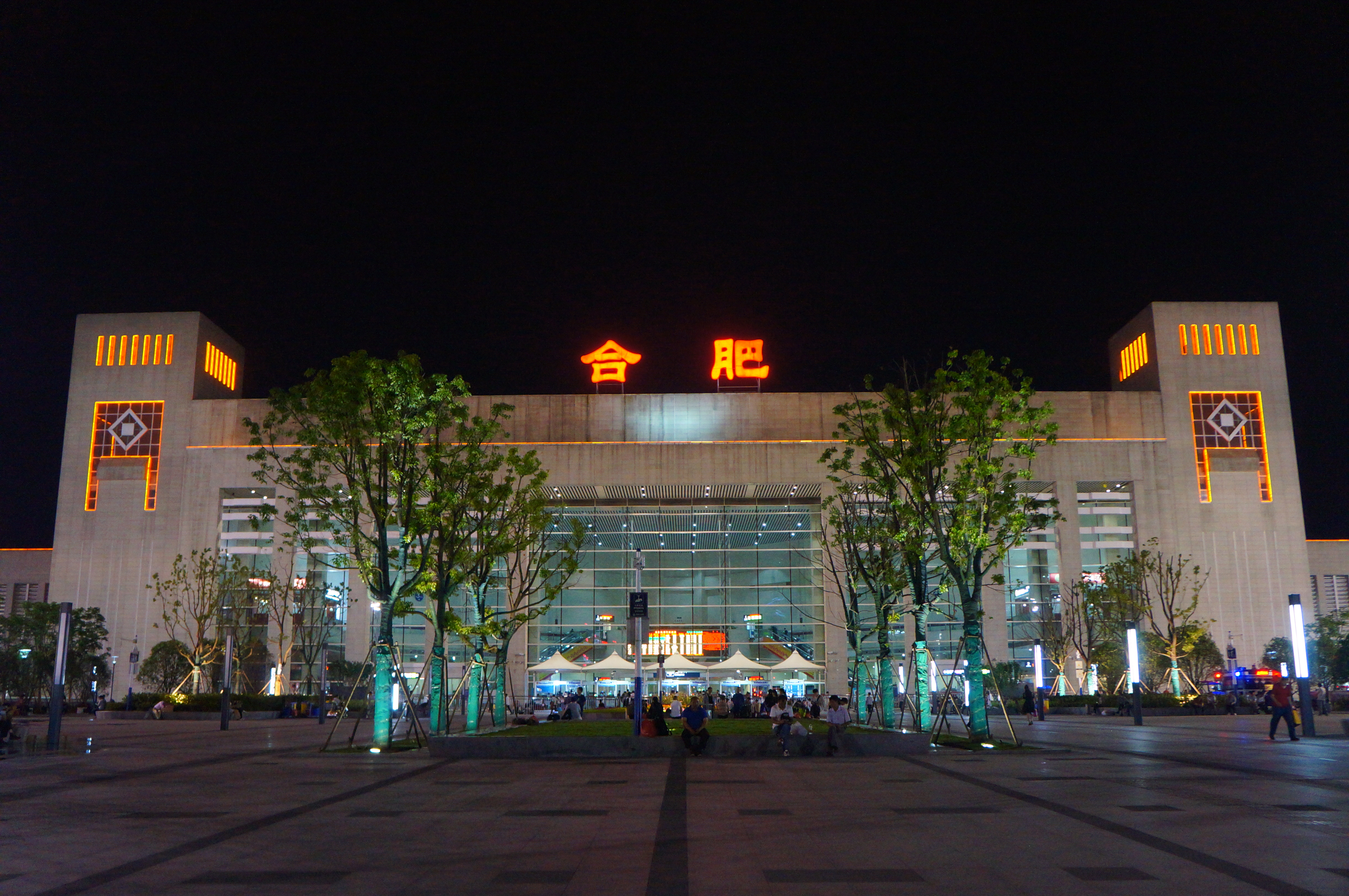
改建后的合肥火车站夜景（2017年5月）

合肥新客站最初出现于1977年编制的《合肥城市总体规划》中，以解决铁路分割城市的问题。1982年国务院批准了批准了外迁计划，并于1989年得到铁道部批复，并列入国家计划中。但由于资金问题，相关工程直至1994年6月28日才开工，并于1995年底建成竣工:100。
1997年4月1日，在原有车站北侧的合肥新客站通车运营，主站房为金字塔结构。原合肥站改名合肥南站，仅保留货运功能。
2009年开始，由于候车室不敷应对持续增长的客流，合肥站再次进行改建工程。改建工程包括调整车站内部结构，将候车室面积增加6000多平方米；同时将商场和一个旅社全部拆掉改为候车室；增加售票窗口、电梯等设施，并在站台上搭建无站台柱雨棚。在站房改造期间，合肥站启用了面积为6000平方米的临时候车室和1178平方米的临时售票厅以应付基本的客运需求。工程于2010年1月28日投入使用。
2014年10月19日开始，为使轨道交通合肥站顺利接入，铁路合肥站对南广场进行了改造工程。改造工程包括修建地下交通中心、地下停车场以及地铁合肥站等工程。站前广场改造分两个阶段，第一阶段改造较为简易的东半部份，东半部份改造完成后改造西半部份，耗时10个月。西半部分改造时，合肥站开放行包通道为出站通道，出站口临时改为滁菊路铁路单身公寓西侧。工程于2016年年底前夕完成。

## 车站结构

### 站房
合肥站设有一个面积27000多平方米的站房，位于站场南侧，面向合肥市区。车站站房东侧为售票处，设有50个售票窗口，售票厅外设有自动取票机。
合肥站内有四个候车室，分设在站房的一层和二层。其中1、3号候车室位于站房西侧，2、4号候车室位于站房右侧。位于站房两侧各设有一处天井，该天井将位于二层的3、4号候车室分为两部分。候车室设有检票口，为合肥站停靠的列车检票，其中4号候车室集中为停靠的动车组列车检票。
位于车站二层的3、4号候车室各自设有一座10宽的天桥，可通往各站台；而位于一层的1、2号候车室各自设有出口通往1站台，同时在检票口后的通道后设有自动扶梯通往二层天桥。
- 1号候车室
- 2号候车室及其天井
- 3号候车室及其天井
- 位于二楼的4号候车室

### 站场
合肥站设有9个站台，全部为高度为1250毫米的高站台，并铺设防滑花岗岩石材面。其中1站台为侧式站台，紧贴站房；2——9站台全部为岛式站台。除1站台外，每个站台均设有楼梯和自动扶梯通往两座进站天桥。投影面积为61600平方米的无站台柱雨棚覆盖了所有站台，该无柱雨棚曾获中国建筑钢结构金奖和皖钢杯金奖。每个站台还设有两个入口通往14米宽的出站地道。
| 侧式站台 |                                             |
| 1站台    | 淮南铁路、宁西铁路、合武铁路、合蚌客专 列车 |
| 机走线   |                                             |
| 2站台    | 淮南铁路、宁西铁路、合武铁路、合蚌客专 列车 |
| 岛式站台 |                                             |
| 3站台    | 淮南铁路、宁西铁路、合武铁路、合蚌客专 列车 |
| 机走线   |                                             |
| 4站台    | 淮南铁路、宁西铁路、合武铁路、合蚌客专 列车 |
| 岛式站台 |                                             |
| 5站台    | 淮南铁路、宁西铁路、合武铁路、合蚌客专 列车 |
| 6站台    | 淮南铁路、宁西铁路、合武铁路、合蚌客专 列车 |
| 岛式站台 |                                             |
| 7站台    | 淮南铁路、宁西铁路、合武铁路、合蚌客专 列车 |
| 8站台    | 淮南铁路、宁西铁路、合武铁路、合蚌客专 列车 |
| 岛式站台 |                                             |
| 9站台    | 淮南铁路、宁西铁路、合武铁路、合蚌客专 列车 |

## 始发旅客列车目的地
全新的合肥南站于2014年建成后，途径合肥的沪汉蓉列车全部停靠合肥南站。合肥站改為办理九江、阜阳、蚌埠、芜湖方向为主的普通旅客列车和高速、城际列车。目前仍保留了部分前往北京、青岛方向的高速列车。
截至2019年12月，合肥站共有25.5对始发旅客列车，详情如下：
| 列车所属路局                                       | 车次     | 目的地   |
| -------------------------------------------------- | -------- | -------- |
| 哈尔滨局集团                                       | T242     | 齐齐哈尔 |
| 上海局集团                                         |          |          |
| G7228                                              | 苍南     |          |
| G7262                                              | 上海     |          |
| G7410、K8418、K8596（星期五开）、K8598（双休日开） | 淮北     |          |
| T36                                                | 北京     |          |
| Z227                                               | 北京豐臺 |          |
| T221                                               | 广州白云 |          |
| K8381                                              | 黄山     |          |
| K8451                                              | 宿松     |          |
| K8525                                              | 芜湖     |          |

## 接驳交通
合肥站的接驳交通主要集中在站房南侧的站前广场。站前广场集铁路车站、停车场、公交、出租车和地铁于一身，占地52200平米。

### 地铁
地铁合肥站位于合肥站南侧，胜利路与站前路交叉口。地铁车站设有A、D两个出口通往站前广场地面，此外D口旁还设有通往与站前广成地下一层相连。合肥火车站有合肥轨道交通1号线与合肥轨道交通3号线经过。

### 公交
合肥火车站公交枢纽站占地面积8885平方米，位于南站前广场的西侧，设有七座站台与站前广场负一层连接；同时在公交场站的东侧和北侧则设有落客站台。
| 站台     | 线路         |
| -------- | ------------ |
| 一号站台 | 119路        |
| 二号站台 | 22路、101路  |
| 三号站台 | 1路          |
| 四号站台 | 111路、226路 |
| 五号站台 | 10路、801路  |
| 六号站台 | 114路、149路 |
| 七号站台 | 301路        |

## 事件
2018年1月5日，由蚌埠南站开往广州南站的G1747次列车（广州局集团广州客运段担当客运，广州铁路公安局广州公安处担当乘警）在合肥站停站办客时（该列车在合肥站的到达时间为16点24分，发车时间为16点39分），一名带着孩子的女性旅客以等老公为由，用身体强行阻挡车门关闭。经铁路工作人员和乘客多次劝解，该女子仍强行扒阻车门，造成该列车晚点4分钟。而据安徽交通广播消息，当天该趟列车在合肥站预计停留时间为15分钟，而该问题在第14分钟时已得到处理，因此并未导致列车延误。另据广州南站工作人员表示，该车次因天气原因到达广州南站时已晚点80多分钟，对于其中是否有该女子的原因工作人员表示并不清楚。1月9日，合肥火车站通过官方微博通报，铁路公安已对此事介入调查处理。后据报道，该女子姓罗，为合肥市永红路小学教导处副主任。事发后，庐阳区教体局已对其作出停职检查。1月10日，合肥铁路警方发布调查结果，称罗某的行为涉嫌“非法拦截列车、阻断铁路运输”，扰乱了铁路车站、列车正常秩序，违反了《铁路安全管理条例》第77条规定。依据该条例第95条规定，公安机关责令罗某认错改正，对罗某处以2000元人民币的罚款。

## 下辖车站
合肥直属站是上海铁路局管辖的直属运输单位，现管辖沪汉蓉快速客运通道（宁西铁路）和合蚌客运专线和上共14个车站以及一个线路所（罗岗线路所）。
合肥直属站现管辖以下车站：
- 沪汉蓉快速客运通道：全椒、黄庵、巢北、肥东、合肥南、长安集、南分路、独山镇、金寨、天堂寨、墩义堂
- 合蚌客运专线：合肥北城、合肥
- 合九铁路：蜀山东

## 临近车站
| 上一站             | 中国铁路 | 中国铁路               | 中国铁路 | 下一站                   |
| ------------------ | -------- | ---------------------- | -------- | ------------------------ |
| 合肥北往淮南經孙岗 |          | 淮南铁路淮南客车绕行线 |          | 三十里铺往芜湖經三十里铺 |
| 三十里铺往南京     |          | 宁西铁路               |          | 桃花店往西安經新丰镇     |
| 起訖站             |          | 合武铁路合武绕行线     |          | 桃花店往长安集           |
| 起訖站             |          | 合九铁路               |          | 桃花店往九江             |
| 起訖站             |          | 合杭高速铁路           |          | 肥东往杭州西             |
| 合肥北城往蚌埠南   |          | 合蚌高速铁路           |          | 起訖站                   |